# Bounce (canción de Iggy Azalea)
«Bounce» es una canción de la rapera australiana Iggy Azalea de su álbum debut, The New Classic (2014). Escrita por Azalea, Speedy J, Talay Riley, Oladayo Olatunji y Natalie Sims, fue producido y coescrito por Reeva & Black.
La canción tuvo en general un buen recibimiento por la crítica musical, y se comparó con la cantante estadounidense Kesha y la banda holandesa 2 Unlimited. "Bounce"  tuvo más éxito que su sencillo anterior ("Work") en el Reino Unido, alcanzando el número 13 en el Singles Chart UK Top 100. Alcanzó el top ten en Escocia y en la lista británica de R & B. La popularidad de la canción fue reforzada por un remix del DJ Green Lantern para la banda sonora de la película estadounidense, Vampire Academy (2014).
El video musical  dirigido por Alex Lee y Kyle Wightman, fue filmado en Mumbai. En el vídeo aparece Azalea realizando danzas tradicionales de la India en una celebración de Holi, montando un elefante por las calles de Mumbai y vestida con un sari tradicional. Tiene más de 110 millones de visitas en YouTube, y fue nominado para un premio mtvU Woodie.
Los críticos y los espectadores estaban divididos en su respuesta al video "Bounce". Algunos creen que es una ofensa a la cultura de la India, mientras que otros elogiaron el video para la celebración de esa cultura. Fue comparado por muchos críticos con el video musical "Come & Get It" de la artista estadounidense Selena Gomez.

## Video musical
El video musical de "Bounce" fue dirigido por BRTHR. Lee y Wightman previamente apostaron por el clip de "Work", pero perdieron ante el equipo de directores franceses Jonas & Francois. Lo intentaron de nuevo con "Bounce", debido a su fuerte interés en trabajar con Azalea.
El tiempo de grabación del clip fue durante un período de 10-12 días. Redes Digitales y Zeiss Ultra Primes participaron en la filmación del video.
El 1 de mayo de 2013, se dio a conocer un teaser de Azalea para el video musical en el sitio web de música Digital Spy. El teaser representó a Azalea con un tocado hecho de pequeñas flores amarillas durante la comprobación de un monitor de la ubicación del video musical., Antes de poner en libertad el clip, Azalea también publicó imágenes de su vestuario en Instagram. El video musical de "Bounce" se estrenó en VEVO el 6 de mayo de 2013.

## Listas de canciones
- Descarga digital (EP)[6]

1. "Bounce" – 2:47
2. "Bounce (DJ Green Lantern)" – 4:24
3. "Bounce (Instrumental)" - 2:46
4. "Bounce (Acappella)" - 2:46

## Posicionamiento en listas
| Listas (2013-2014)                             | Mejor posición |
| ---------------------------------------------- | -------------- |
| Australian Urban (ARIA)                        | 18             |
| Ultratop Flanders                              | 44             |
| Belgium Urban                                  | 32             |
| Official Charts Company                        | 10             |
| UK R&B                                         | 3              |
| UK Offcial Sigles                              | 13             |
| Bubbling Under R&B/Hip-Hop Singles (Billboard) | 1              |

## Historial de lanzamientos
| País          | Fecha              | Formato               |
| ------------- | ------------------ | --------------------- |
| Reino Unido   | 7 de julio de 2013 | Descarga digital (EP) |
| Irlanda       | 5 de julio de 2013 | Descarga digital (EP) |
| Australia     | 24 de mayo de 2013 | Descarga digital (EP) |
| Nueva Zelanda | 24 de mayo de 2013 | Descarga digital (EP) |